# ハイデルベルク会議
ハイデルベルク会議（ハイデルベルクかいぎ、ドイツ語: Heidelberger Versammlung）は、1848年3月5日に，51名の自由主義者と民主主義者がヨハン・アダム・フォン・イッツシュタインの招きによってハイデルベルクの宿屋Badischer Hofに集まった会議である。この会議は、フランクフルト予備議会（Vorparlament）に対して不可欠の刺激を与え、フランクフルト国民議会への道を拓く一里塚となった。

## 概要
ハイデルベルク会議の参加者は、基本的に南ドイツの議員であったが、ヘッペンハイム会議とは対照的に、国民国家的な議会の運動におけるさまざまな政治的傾向を有する者が集まっていた。
ハイデルベルク会議は、「ドイツ新聞」の紙面に宣言文を発表し、全ての男性が参加した選挙によって選出された憲法制定国民議会を10週間以内に実現することに貢献した。
ハイデルベルク会議の最も重要な成果は、カール・テオドール・ヴェルカーが提案した七人委員会が設立され、フランクフルト予備議会への招待状が発行されたことであった。さらには、反ロシア・親フランスの外交政策も発表された。議会制国民国家への道筋については、グスタフ・シュトルーヴェが執行機関（Direktorium）の主導によるアメリカをモデルとした社会民主主義を主張したのに対し、ハインリヒ・フォン・ガーゲルンを中心とするハイデルベルク会議の大多数は、革命に踏み出すことを否定して立憲君主制を主張したため、ハイデルベルク会議は分裂することとなった。

## 参加者
ハイデルベルク会議の主な参加者は、次のとおりである。
- フリードリヒ・ダニエル・バッサーマン（ドイツ語版）
- ロレンツ・ブレンターノ（ドイツ語版）
- フランツ・ヨーゼフ・ブルンク（ドイツ語版）
- ルドルフ・エドゥアルト・クリストマン（ドイツ語版）
- ディートリヒ・ドレーゼル（ドイツ語版）
- カール・アウグスト・フェッツァー（ドイツ語版）
- ゲオルク・ゴットフリート・ゲルフィーヌス（ドイツ語版）
- ハインリヒ・フォン・ガーゲルン
- ルートヴィヒ・ホイザー（ドイツ語版）
- ダーフィト・ハンゼマン（ドイツ語版）
- フリードリヒ・ヘッカー（ドイツ語版）
- クリスティアン・ヘルトマン（ドイツ語版）
- ヨハン・アダム・フォン・イッツシュタイン
- フリードリヒ・ジークムント・ユーホ（ドイツ語版）
- フリードリヒ・テオドール・ランゲン（ドイツ語版）
- エミル・ライスラー（ドイツ語版）
- エルンスト・ライスラー（ドイツ語版）
- カール・マーティ（ドイツ語版）
- カール・ヨーゼフ・アントン・ミッターマイアー（ドイツ語版）
- ヨーゼフ・イグナーツ・ペーター（ドイツ語版）
- フリードリヒ・フォン・レーマー（ドイツ語版）
- ヴィルヘルム・ザックス（ドイツ語版）
- エドゥアルト・シュヴァイクハルト（ドイツ語版）
- アレクサンダー・フォン・ゾイロン（ドイツ語版）
- ゲオルク・ヤーコプ・シュトッキンガー（ドイツ語版）
- グスタフ・シュトルーヴェ
- カール・テオドール・ヴェルカー
- フィリップ・ヴィルヘルム・ヴェルナー（ドイツ語版）